# Park Seung-ju
Park Seung-ju (Seoel, 15 september 1990) is een Zuid-Koreaans langebaanschaatsster. 

## Olympische Spelen
In 2014 kwam ze voor Zuid-Korea uit op de 500 en 1000 meter op de Olympische Spelen in Sotsji. Ook haar zus Park Seung-hi en broer Park Se-yeong kwamen uit voor Zuid-Korea, echter niet op de langebaan maar bij de shorttrack. 

## Carrière
Park studeert aan de Dankook University in Yong In.

## Records

### Persoonlijke records
| Afstand    | Tijd    | Datum             | Baan    |
| ---------- | ------- | ----------------- | ------- |
| 500 meter  | 38,51   | 9 november 2013   | Calgary |
| 1000 meter | 1.16,40 | 19 januari 2013   | Calgary |
| 1500 meter | 2.03,42 | 30 september 2006 | Calgary |
| 3000 meter | 4.38,44 | 27 december 2006  | Seoul   |

bijgewerkt dec 2021

## Resultaten
| Jaar | WK Sprint                | WK Afstanden | Olympische Spelen  | WK Junioren                              |
| ---- | ------------------------ | ------------ | ------------------ | ---------------------------------------- |
| 2007 |                          |              |                    | 5e · (5e, 8e, , 14e) · achtervolging     |
| 2008 |                          |              |                    | 10e · (, 9e, 7e, 22e) · 8e achtervolging |
|      |                          |              |                    |                                          |
| 2013 |                          | 20e 1000m    |                    |                                          |
| 2014 | 16e (18e, 15e, 18e, 14e) |              | 26e 500m 31e 1000m |                                          |